# 馮夔
馮夔（1464年—？），字廷伯，直隸常州府無錫縣人，儒籍，明朝政治人物。

## 生平
弘治二年（1489年）己酉科應天府鄉試第三十三名舉人。弘治三年（1490年）中式庚戌科會試第二十四名，二甲第四十名進士。官至廣東按察司僉事。

## 家族
曾祖馮景春；祖父馮善，教諭；父馮泰，教諭。嫡母秦氏；生母李氏。具慶下。